# Tan Biónica
Tan Biónica es un grupo musical de rock argentino surgido en Buenos Aires en el año 2001 (empezando a gestarse a finales de los años noventa) formado por Chano (voz y frontman), Seby (guitarra y coros), Bambi (bajo y coros) y Diega (batería y coros). Desde 2016 el grupo estuvo en un impasse hasta el 17 de marzo de 2023, cuando Chano se presentó en el Lollapalooza Argentina y anunció oficialmente el regreso de la banda.
Es considerada por diversos medios nacionales e internacionales como uno de los grupos musicales más importantes en la escena rock de Argentina luego de los años 2000. Cuentan con tres discos de oro y tres discos de platino, otorgados por CAPIF gracias a las ventas de los álbumes de estudio Obsesionario, Destinología y Hola mundo. Concretamente, Destinología fue incluido por el poeta y ensayista argentino Mariano Torrent en su listado de más de 100 mejores álbumes de la música en español. A pesar del impasse del grupo, los hermanos Chano y Bambi continuaron como solistas.
Forman parte de la lista de bandas que llenaron el estadio de River Plate, fue en el año 2023 completando una gira de 5 estadios de Buenos Aires.

## Trayectoria

### Inicios:Wonderful noches y Canciones del huracán
Es el primer EP de estudio de Tan Biónica. Fue grabado en el estudio Unelelu de la Ciudad de Buenos Aires y lanzado en el año 2003.
Gracias a este EP, la banda comenzó a recorrer algunos escenarios porteños y llamó la atención de distintos medios especializados. Las radios comenzaron a difundir el primer corte «Veneno», lo que posibilitó su participación en el Quilmes Rock de 2004 y un cierre de año como broche de oro en un colmado Teatro Regina.
Canciones del huracán es el primer álbum de estudio de Tan Biónica. Fue grabado entre 2006 y 2007 en los estudios Inartec, continuando en La Casa del Huracán y en los estudios Explorer, producido por Emiliano Sasal y Tan Biónica y publicado bajo el sello de Pirca Records.
Tan Bionica presenta «Arruinarse» como primer corte del álbum, el cual rota por las principales radios del país, y por los canales televisivos de música. Entre sus hits también se encuentran «Chica biónica» y «Lunita de Tucumán».
En el año 2010, el álbum Canciones del huracán fue reeditado junto a Wonderful noches.

### 2010-13: Consagración mediática:Obsesionario

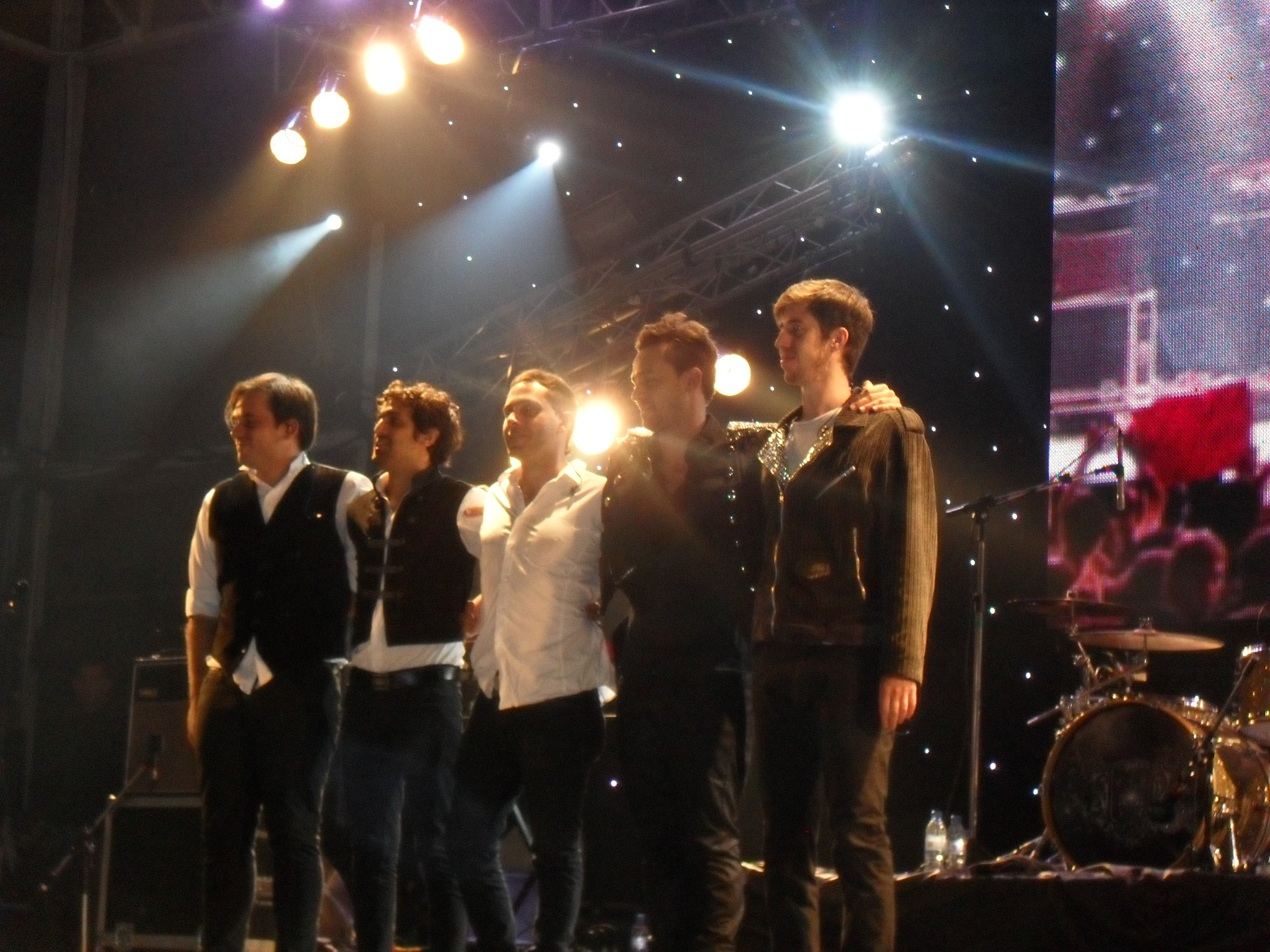
Tan Biónica luego de un concierto.

Con el lanzamiento del disco Obsesionario (2010), y su primer sencillo, «Ella», el grupo se convirtió en la gran revelación musical del año en Argentina. Luego le siguieron «Beautiful», «Obsesionario en la mayor» y «Loca», los cortes de difusión que mantuvieron a Tan Biónica en los tops radiales de Chile, logrando que la banda lleve su música a países como España, México, Venezuela, Paraguay, Uruguay y Francia. Por su parte, los videoclips de aquellos cortes alcanzaron los primeros puestos en los principales rankings de los canales de música locales.
El éxito cosechado por Obsesionario fue reconocido por CAPIF con dos premios Carlos Gardel en las categorías mejor artista pop y mejor álbum de artista nuevo. Por su parte, la cadena internacional Los 40 Principales le entregó el galardón de «mejor artista argentino del 2011».
El Obsesionario Tour realizó más de 70 conciertos en distintos países y ciudades: 37 de ellos fueron oficiales y los restantes fueron participaciones especiales en festivales.
Finalmente consagraron esta gran gira llenando tres Luna Park el 21 de junio, 23 de junio y el 24 de junio de 2012 en la Ciudad de Buenos Aires. La banda hizo su último show en el marco del tour en Montevideo. Entre los shows de la gira, con más de 70 conciertos en distintos países y ciudades, se pueden resaltar las visitas a México, Francia y Portugal representando a la República Argentina en el Rock in Río 2012, realizado en la ciudad de Lisboa.
Gracias a las más de 20.000 copias que se vendieron de Obsesionario, CAPIF le otorgaría al grupo el premio de Disco de Oro, y posteriormente el Disco de Platino (40.000 copias).
El sábado 8 de diciembre de 2012, la banda finalizó el año en Palermo, Buenos Aires con un sorprendente concierto para más de 100 000 personas.

### 2013-14:Destinología
El 27 de marzo de 2013, la banda distribuyó las letras que componen el nombre de su nuevo disco por distintos puntos de Argentina, como Santa Fe, Córdoba, Buenos Aires, Mendoza, Rosario, Tucumán, San Juan, Posadas, La Plata, Comodoro Rivadavia y Neuquén; incluidas también México, D. F. y Montevideo.
Una vez que los fanáticos de la banda se acercaron a esos sitios, eran compartidas fotos en las redes sociales de cada letra encontradas en los distintos monumentos que se daban como pistas. Finalmente, se supo que el nuevo CD sería llamado Destinología.
Este disco estaba volcado hacia el lado de la música electrónica y el rock electrónico, con canciones sumamente destacables como «Ciudad mágica» y «La melodía de Dios», que serían dos de sus mayores éxitos.
El 8 de junio se da inicio al Tour Destinológico, gira de presentación del nuevo material. A partir del concierto brindado ese día (en el Quality Espacio de la ciudad de Córdoba) se integra como músico invitado Juan Manuel Romero en las guitarras.
Repitiendo el evento del denominado 8D (2012) realizan un concierto gratuito en el Monumento a la Bandera (Rosario) el 7 de diciembre de 2013, convocando más de 50 000 personas. Horas antes haciendo la denominada peregrinación biónica, a orillas del Río Paraná. Destinología recibiría junto a Obsesionario y Hola mundo los galardones de disco de oro y disco de platino.
El cierre del Tour Destinológico se llevó a cabo el 7 de diciembre de 2014 en el colmado Hipódromo de Palermo, reuniendo en dicho concierto a más de cien mil personas. Además, el show fue seguido por 27 000 personas en internet. En este tour la banda realizó conciertos en Colombia, Uruguay, Paraguay y México.

### 2014-15:Hola mundo
A principios de 2014 Tan Bionica firmó contrato con Universal Music Group y comenzaron a trabajar sobre los demos de lo que sería el cuarto disco de estudio de la banda. En agosto, la canción se estrenó «Tus horas mágicas» como cortina musical de la serie Viudas e hijos del rock & roll (Telefe), la cual estaba siendo producida en el marco del siguiente disco, pero que la banda cedió para su uso como apertura dicho programa a pedido del productor de la misma, Sebastián Ortega.
La grabación del nuevo trabajo se llevó a cabo mayormente en los meses previos y durante la última etapa del Tour Destinológico. El 4 de noviembre (fecha que se volvió emblemática para la banda y sus seguidores a raíz del éxito de «La melodía de Dios», tema incluido en Destinología) se lanzó a nivel latinoamericano el primer sencillo oficial del nuevo álbum, «Hola mi vida», cuyo videoclip oficial se estrenó el 7 de diciembre en el show de cierre de la gira mencionada, luego de los miembros de Tan Biónica viajaron a Los Ángeles para completar la grabación y realizar la mezcla de Hola mundo junto al reconocido productor Rafa Sardina.
En las últimas horas del 19 de abril de 2015 se dio a conocer «Las cosas que pasan», el último adelanto del álbum antes de su lanzamiento, tema que contó con la participación de la Orquesta Filarmónica de Praga y arreglos de Edy Lan. El disco finalmente fue editado el 18 de mayo de 2015, y luego de una breve gira promocional por México en julio, fue presentado oficialmente en el Luna Park los días 28, 29, 30 de septiembre y 1 de octubre.
Gracias a este álbum, Tan Biónica recibió su tercer disco de oro y su tercer disco de platino, después del enorme éxito cosechado por sus álbumes anteriores.
En septiembre de 2015 presentan el segundo sencillo del disco, «Un poco perdido», el cual cuenta con la participación de Juanes, y a finales de ese mes se presentan en el estadio Luna Park con La vuelta al mundo 360° Experience con el fin de promover y presentar su cuarto álbum de estudio. Este concierto contó con una seguidilla de cuatro conciertos con funciones agotadas. Previamente se iban a presentar en agosto, pero luego del accidente automovilístico que sufrió Chano se presentaron el 28, 29 y 30 de septiembre, y el 1 de octubre. En noviembre de ese mismo año, la banda lanza «Buenas noches otra vez», que sería su última canción hasta la fecha.

### 2016-2022:Impasse
Frente a los rumores de separación el cantante anuncia vía Facebook que realizaría un reality show titulado #BuscarLaCanción junto a Esmeralda Mitre, alegando que estaba buscando hacer algo más que Tan Bionica pero negando ruptura.
El 19 de abril de 2016, las redes sociales de la banda anuncian un impasse, aclarando que no realizarán funciones en vivo por un tiempo. Chano arremetió contra la banda vía Twitter, dejando en evidencia su distanciamiento con el resto del grupo. Desde el momento de la separación, no se han presentado públicamente como grupo en ningún evento.
Chano finalmente lanzó la canción que compuso en su reality, bajo el sello de Universal Music Argentina. «Carnavalintro» fue presentada junto a un video grabado en el Teatro Colón dirigido por The Vrodas y Juan Chappa. La canción contó con la participación de Cali y El Dandee, lo que marcó un estilo de reguetón en la canción. A comienzos de 2017 lanzó «Naistumichiu» su segunda canción como solista.
Vía Twitter, el cantante de la banda aseguró que todo estaba bien entre los integrantes de Tan Biónica y dejando en claro una gran pelea de él con Guido Lanaccio, histórico mánager del grupo.
En los años posteriores Chano lanzó varias canciones de gran éxito que formarían parte de su disco El otro, lanzado en 2018 y recibido de forma muy positiva tanto por el público como por la crítica.
Por otra parte Bambi Moreno Charpentier grabó tres discos como solista, bajo el mismo sello discográfico. «Color» es el primer sencillo del disco que fue publicado junto a su video dirigido por Diego Tucci.
El tecladista Germán Guarna —Guarni— presentó su nueva banda Jaguar E.T. junto al lanzamiento del sencillo "Plegaria". Archivado el 25 de octubre de 2018 en Wayback Machine.

### 2023-presente: Regreso, shows multitudinarios y nuevo disco
Durante la presentación de Chano en el festival Lollapalooza Argentina 2023, Tan Biónica hizo una aparición sorpresa e interpretó cuatro canciones. Al final del espectáculo, el grupo anunció que muy pronto se volverá a presentar en vivo para darle a sus fanes "una última noche mágica". El viernes 12 de mayo a las 12:00 p. m. se daría a conocer vía redes sociales el espectáculo, siendo el 28 de octubre en el Estadio Vélez Sarsfield, en la ciudad de Buenos Aires. Tras tener las entradas agotadas pasada tan solo una hora y media, Tan Biónica anunció por sus redes una "segunda noche mágica", la cual tomaría lugar al día siguiente, el 29 de octubre en el mismo estadio. Las entradas para las dos fechas se agotaron en un total de tres horas.
La banda luego anunciaría una fecha icónica en el Estadio Ciudad de La Plata, el 4 de noviembre. Al agotarse las entradas por la gran demanda, el mismo día para comprarlas sumaron una fecha más, el 5 de noviembre en el mismo sitio. 
Chano vía Twitter generó incertidumbre en los fanes debido a hacer referencia al "8D" (8 de diciembre), aniversario del concierto de Tan Biónica en Pampa y Figueroa Alcorta (Buenos Aires), donde la banda se presentó gratis ante más de 100.000 personas. Finalmente, se confirmaría un nuevo show para el 8 de diciembre en el Estadio de River, agotando las entradas rápidamente.
Vía Twitter los integrantes confirmaron que están trabajando en un nuevo disco de la banda, Chano dijo sobre el tema: ´´El disco que estamos grabando es lo más lindo que hice en toda mi vida. No solo la vida artística, la verdadera vida´´ y Bambi puso: ´´es un sentimiento tan grande que no cabe en una red social´´ Así que Tan Biónica esta más viva que nunca.

## Otros trabajos
Después del álbum Wonderful noches, lanzaron una canción llamada «No necesito tu amor en verdad», la cual no fue incluida en ningún álbum posterior. 
Para el festejo de los 25 años de la radio «la 100», hicieron una versión de «Bizarre Love Triangle», canción creada por New Order, grupo británico formado en los 80.
Previo a la grabación de «Tus horas mágicas» para Viudas e hijos del rock and roll, la banda ya había interpretado la cortina musical de Mis amigos de siempre, telenovela emitida entre el 2013 y el 2014 por El Trece, con el tema «Los mismos de siempre». Además, Chano había interpretado como solista la cortina musical de Graduados, telecomedia emitida en 2012 por Telefe , la que compuso en colaboración con Cachorro López, quien además produjo la canción.
Celebrando los 15 años del programa radial Day Tripper, participan del álbum que versiona canciones del rock argentino interpretando un clásico de Andrés Calamaro: «La libertad».
En el marco de Copa Mundial de Fútbol de 2014, interpretaron la canción «El mundo es nuestro» (originalmente en inglés «The world is ours») con la participación de Gaby Amarantos. Esta canción fue presentada en un concierto privado en los estudios de Coca-Cola FM.
Después del álbum Hola mundo, lanzaron la canción «Buenas noches otra vez» en noviembre de 2015, siendo esta la última de la banda hasta la fecha.

## Estilo musical
Su primer álbum oficial fue "Canciones del huracán" que es un rock clásico Argentino, con canciones como "Tapa de moda", "El huracán" o "Arruinarse" donde se hace notar mucho el Bajo, la batería y la guitarra. Este Álbum cuenta con un cover de la canción "Queso Ruso" de "Patricio rey y sus Redonditos de Ricota" por lo cual ahí se ve una influencia.
Luego continuaron con ideas originales, logrando un rock alternativo, fue ahí donde llego su Álbum mas emblemático llamado "Obsesionario" que los llevo a la fama, sobre todo por su canción "Ella", nunca se salían del estilo rock pero ya no era tan puro como suele ser en Argentina, este álbum tiene muchas letras relacionadas al desamor, el olvido y la adicción.
Su tercer Álbum fue "Destinologia", donde ya estaban en la cima de la musical Argentina luego del éxito de "Obsesionario", aquí continúan con un estilo parecido a ello mezclando el Rock sea con Pop o Electronica, ya no solo eran Guitarra, Bajo y Batería sino que le daban lugar a instrumentos electrónicos. Fue nominado a los "Premios Gardel" de oro, aunque no lo consiguieron es muy recordado al tener su canción mas emblemática llamado "La melodía de dios", y además "Ciudad Mágica", la canción mas escuchada en las plataformas.
Su último álbum hasta el momento fue "Hola mundo" donde aquí ya abandonan toda influencia Rock y se dedicaron únicamente al Pop, ya no había quedado nada de aquella banda que había lanzado "Canciones del huracán", tiene muchas letras tristes relacionadas a todos los problemas de adicción o perdidas familiares del vocalista "Chano" Charpentier, este álbum fue el menos popular de la banda.
Se considera a "Airbag" como su banda hermana ya que tienen un estilo muy parecido, además de compartir muchos fanáticos al ser de la misma generación, incluso han sido invitados  en varios de sus conciertos.

## Premios y nominaciones
- 2007: Canciones del huracán
- 2010: Obsesionario
- 2013: Destinología
- 2015: Hola mundo
- 2025: ?

## Discografía

### Demo como Bionica Electrónica
- 2001: Tapa de moda

### EP
- 2003: Wonderful noches

### Álbumes de estudio
- 2007: Canciones del huracán
- 2010: Obsesionario
- 2013: Destinología
- 2015: Hola mundo

### Álbumes en vivo
- 2014: Vivo Usina del Arte
- 2024: La Última Noche Mágica En Vivo - Estadio River Plate

### Álbumes de remixes y otros
- 2014: Obsesionario (Black Edition)
- 2014: Destinología (Black Edition)
- 2015: Hola mi vida (The Remixes)
- 2016: Buenas noches otra vez (The Remixes)

### Sencillos
| Año  | Premio                       | Categoría                                        | Trabajo nominado                      | Resultado |
| ---- | ---------------------------- | ------------------------------------------------ | ------------------------------------- | --------- |
| 2011 | Premios Gardel               | Mejor Álbum Grupo Pop                            | Obsesionario                          | Ganador   |
| 2011 | Premios Gardel               | Mejor Álbum Nuevo Artista Pop                    | Obsesionario                          | Ganador   |
| 2012 | Premios Quiero               | Mejor video pop                                  | «Loca»                                | Nominado  |
| 2012 |                              | Mejor video banda                                | «Loca»                                | Nominado  |
| 2012 | Kids Choice Awards Argentina | Artista o grupo latino favorito                  | Ellos mismos                          | Nominado  |
| 2012 | MTV Europe Music Awards      | Mejor artista latinoamericano Sur                | Ellos mismos                          | Nominado  |
| 2013 | Kids Choice Awards Argentina | Canción latina favorita                          | «Ciudad Mágica»                       | Ganador   |
| 2013 | Premios Quiero               | Mejor video pop                                  | «Ciudad Mágica»                       | Nominado  |
| 2013 | Premios Quiero               | Mejor video del año                              | «Ciudad Mágica»                       | Ganador   |
| 2013 | Premios Quiero               | Mejor video banda                                | «La melodía de Dios»                  | Nominado  |
| 2013 | Premios Quiero               | Mejor dirección                                  | «La melodía de Dios»                  | Nominado  |
| 2013 | MTV Europe Music Awards      | Mejor artista latinoamericano Sur                | Ellos mismos                          | Nominado  |
| 2013 | Premios Martín Fierro        | Mejor cortina musical                            | Los graduados                         | Ganador   |
| 2013 | Grammy Latinos               | Mejor álbum pop/Rock                             | Destinología                          | Nominado  |
| 2013 | E! Awards                    | Mejor artista Argentino del año                  | Ellos mismos                          | Ganador   |
| 2014 | MTV Millennial Awards        | Artista argentino del año                        | Ellos mismos                          | Nominado  |
| 2014 | Premios Gardel               | Mejor álbum grupo pop                            | Destinología                          | Ganador   |
| 2014 | Premios Gardel               | Álbum del año                                    | Destinología                          | Nominado  |
| 2014 | Premios Gardel               | Canción del año                                  | «Ciudad Mágica»                       | Nominado  |
| 2014 | 40 Principales               | Mejor artista argentino                          | Ellos mismos                          | Ganador   |
| 2014 | MTV Europe Music Awards      | Mejor artista latinoamericano Sur                | «Ciudad Mágica»                       | Ganador   |
| 2014 | Premios 40 América           | Mejor Banda en vivo en el 2014 (Premio Especial) | Tour Destinológico                    | Ganador   |
| 2015 | Premios Gardel               | Mejor Álbum Grupo Pop                            | Hola mundo                            | Nominado  |
| 2025 | Premios Gardel               | Mejór Album en vivo                              | La Ultima Noche Magica en River Plate | Ganador   |

| Año  | Canción                        | Máxima posición | Álbum                 |
| Año  | Canción                        | ARG             | Álbum                 |
| ---- | ------------------------------ | --------------- | --------------------- |
| 2003 | «Veneno»                       | —               | Wonderful noches      |
| 2003 | «Wonderful noches»             | —               | Wonderful noches      |
| 2003 | «Arruinarse»                   | —               | Canciones del huracán |
| 2006 | «Chica biónica»                | —               | Canciones del huracán |
| 2009 | «Lunita de Tucumán»            | —               | Canciones del huracán |
| 2010 | «Ella»                         | —               | Obsesionario          |
| 2011 | «Beautiful»                    | 5               | Obsesionario          |
| 2011 | «El duelo»                     | —               | Obsesionario          |
| 2011 | «Obsesionario en la mayor»     | —               | Obsesionario          |
| 2011 | «Loca»                         | —               | Obsesionario          |
| 2012 | «La comunidad»                 | 3               | Obsesionario          |
| 2012 | «La suerte está echada»        | —               | Obsesionario          |
| 2012 | «Pétalos»                      | —               | Obsesionario          |
| 2012 | «Ciudad mágica»                | 1               | Destinología          |
| 2013 | «La melodía de Dios»           | 1               | Destinología          |
| 2013 | «Música»                       | 5               | Destinología          |
| 2014 | «Vámonos»                      | 6               | Destinología          |
| 2014 | «Mis noches de enero»          | 13              | Destinología          |
| 2014 | «Hola mi vida»                 | 8               | Hola mundo            |
| 2015 | «Las cosas que pasan»          | 11              | Hola mundo            |
| 2015 | «Un poco perdido» (con Juanes) | 13              | Hola mundo            |
| 2016 | «Buenas noches otra vez»       | -               | -                     |

## Videos musicales
| Año  | Canción                        |
| ---- | ------------------------------ |
| 2007 | «Veneno»                       |
| 2007 | «Wonderful noches»             |
| 2008 | «Arruinarse»                   |
| 2008 | «Chica biónica»                |
| 2010 | «Lunita de Tucumán»            |
| 2010 | «Ella»                         |
| 2011 | «Beautiful»                    |
| 2011 | «Obsesionario en la mayor»     |
| 2011 | «Loca»                         |
| 2012 | «Pétalos»                      |
| 2012 | «Ciudad mágica»                |
| 2013 | «La melodía de Dios»           |
| 2013 | «Música»                       |
| 2014 | «Mis noches de enero»          |
| 2014 | «Hola mi vida»                 |
| 2015 | «Las cosas que pasan»          |
| 2015 | «Un poco perdido» (con Juanes) |
| 2016 | «Buenas noches otra vez»       |

## Colaboraciones
Tan Biónica (en ocasiones solo su vocalista Chano) ha interpretado y compartido escenario junto a otros grupos musicales o artistas sumamente reconocidos, como Virus, Fito Páez, Las Pelotas, No Te Va Gustar, Juanes, Gaby Amarantos, Moderatto, Ella es tan cargosa, Miranda!, Bersuit Vergarabat, Airbag, Abel Pintos y Nicki Nicole. Estas colaboraciones se han dado en el marco de festivales musicales y en su gira despedida La última Noche Mágica

## Giras
- Obsesionario Tour (2011-2012)
- Tour Destinológico (2013-2014)
- La vuelta al mundo 360° Experience (2015)
- La Última Noche Mágica (2023-2025)

## Integrantes

### Miembros actuales
- Chano: Vocalista (2001-2016; 2023-presente).
- Bambi: Bajista y corista (2001-2016; 2023-presente).
- Seby: Guitarrista y corista (2001-2016; 2023-presente).
- Diega: Baterista y corista (2001-2016; 2023-presente).

### Antiguos miembros
- Germán Guarna: Teclados y sintetizadores (sesionista) (2011-2016).
- Juan Manuel Romero: Guitarras (sesionista) (2013-2016).